# تحت الهدال (ألبوم)
أندر ذا ميسيلتو أو تحت شجرة الدبق (بالإنجليزية: Under the Mistletoe) هو أول ألبوم عيد ميلاد لفنان التسجيل الكندى جاستن بيبر، كما أنه ثانى ألبوم إستديو له، تم إصدار الألبوم في 1 نوفمبر 2023، من قبل آيلاند ريكوردز.

## قائمة أغاني الألبوم
- آونلى ثينغ آى آفر جيت فور كريسماس (Only Thing I Ever Get for Christmas) - 3:12
- ميسيلتو (Mistletoe) - 3:02
- ذا كريسماس سونغ (The Christmas Song (Chestnuts Roasting on an Open Fire)) مع أشر - 3:35
- سانتا كلوز آيز كمينغ تو تاون (Santa Claus Is Coming to Town) - 3:36
- فا لا لا (Fa La La) مع بويز II مين - 3:05
- آل آى ونت فور كريسماس آيز يو (All I Want for Christmas Is You (SuperFestive!)) مع ماريا كاري - 4:00
- درامر بوى (Drummer Boy) مع بستا رايمز - 3:45
- كريسماس آيف (Christmas Eve) - 3:43
- آل آى ونت آيز يو (All I Want Is You) - 3:36
- هوم زيز كريسماس (Home This Christmas) مع الفرقة بيري - 3:24
- سايلنت نايت (Silent Night) - 2:49

## روابط خارجية
- أندر ذا ميسيلتو على موقع ميتاكريتيك (الإنجليزية)
- أندر ذا ميسيلتو على موقع أول موفي (الإنجليزية)